# Kerekes Andrea
Kerekes Andrea (Budapest, 1974. április 28.) magyar szinkronszínész, korábban stúdiós az Operettszínházban, ahol a Muzsikus Péter kalandja című darabban játszott kisebb szerepet.

## Szinkronszerepei

### Filmek
| Év   | Cím                                           | Szerep                       | Színész                       |
| ---- | --------------------------------------------- | ---------------------------- | ----------------------------- |
| 2012 | Looper – A jövő gyilkosa                      | Suzie                        | Piper Perabo                  |
| 2009 | Halálos iram                                  | Gisele Harabo                | Gal Gadot                     |
| 2008 | Kémnők                                        | Maria Luzzato                | Maya Sansa                    |
| 2008 | A hercegnő                                    | Lady Elisabeth "Bess" Foster | Hayley Atwell                 |
| 2008 | Elcserélt életek                              | Carol Dexter                 | Amy Ryan                      |
| 2007 | Garfield és a valós világ                     | Heléna (Arlene)              | Audrey Wasilewski             |
| 2007 | 1408                                          | Lily Enslin                  | Mary McCormack                |
| 2007 | 88 perc                                       | Stephanie Parkman            | Carrie Genzel                 |
| 2007 | Elit halálosztók                              | Rosane                       | Maria Ribeiro                 |
| 2007 | Piaf                                          | Anetta                       | Clotilde Courau               |
| 2007 | Vágy és vezeklés                              | Drummond nővér               | Gina McKee                    |
| 2007 | Angel                                         | Nora Howe-Nevinson           | Lucy Russell                  |
| 2007 | Tudom, ki ölt meg                             | Julie Bascome ügynök         | Garcelle Beauvais             |
| 2006 | Mission: Impossible III                       | Melissa                      | Sasha Alexander               |
| 2006 | Hajrá csajok: Mindent bele                    | Kirresha                     | Giovonnie Samuels             |
| 2006 | Fekete Könyv                                  | Rachel Stein/Ellis de Vries  | Carice van Houten             |
| 2006 | Ilyen még nem volt                            | Nedra                        | Taraji P. Henson              |
| 2005 | A tolmács                                     | Isobel                       | Francine Roussel              |
| 2005 | King Kong                                     | Burleszk táncosnő            | Jodie Taylor                  |
| 2005 | A randiguru                                   | Cressida                     | Robinne Lee                   |
| 2005 | A titkok kulcsa                               | Caroline "Carrie" Ellis      | Kate Hudson                   |
| 2005 | Fűrész II.                                    | Kerry                        | Dina Meyer                    |
| 2005 | Aeon Flux                                     | Szövőnő                      | Megan Gay                     |
| 2004 | Terminál                                      | Julie                        | Anastasia Basil               |
| 2004 | Ütközések                                     | Ria                          | Jennifer Esposito             |
| 2004 | Hirtelen 30                                   | Wendy                        | Lynn Collins                  |
| 2004 | Alien vs. Predator – A Halál a Ragadozó ellen | Adele Rousseau               | Agathe De La Boulaye          |
| 2004 | Fűrész                                        | Kerry                        | Dina Meyer                    |
| 2003 | Leány gyöngy fülbevalóval                     | Tanneke                      | Joanna Scanlan                |
| 2003 | Kísértés két szólamban                        | Shirley Ceasar               | Shirley Ceasar                |
| 2003 | Bazi nagy latin lagzi                         | Carla, a csapos              | Tara Price                    |
| 2003 | Kis nagy színész                              | Hírfelovasó                  | Mindy Burbano                 |
| 2002 | Frida                                         | Gracie                       | Saffron Burrows               |
| 2002 | Csodacsuka                                    | Gyógyszerész Hannah Storm    | Vanessa Williams Hannah Storm |
| 2002 | Fehér leander                                 | Susan Valeris                | Kali Rocha                    |
| 2001 | Jay és Néma Bob visszavág                     | Shannen Doherty              | Shannen Doherty               |
| 2000 | Nem adok kosarat!                             | Shawnee                      | Gabrielle Union               |
| 1998 | Paula és Paulina – A befejező film            | Raquel                       | Yadhira Carrillo              |

### Sorozatok
| Cím                                  | Szerep                                | Színész              |
| ------------------------------------ | ------------------------------------- | -------------------- |
| A Grace klinika                      | Dr. Cristina Yang                     | Sandra Oh            |
| CSI: Miami helyszínelők              | Maxine Valera                         | Boti Bliss           |
| 24                                   | Sarah Gavin                           | Lana Parrilla        |
| A fiúk a klubból                     | Leda                                  | Nancy Anne Sakovich  |
| A klón                               | Lucía de del Valle                    | Mónica Uribe         |
| A liliomlány                         | Gladys                                | Dayana Garroz        |
| Én kicsi pónim: Varázslatos barátság | Rarity (első évad)                    | Tabitha St. Germain  |
| Totál Dráma Világturné               | Sierra (harmadik évad)                | Annick Obonsawin     |
| Totál Dráma All Stars                | Sierra (ötödik évad)                  | Annick Obonsawin     |
| A sivatag szerelmesei                | Lucia                                 |                      |
| Alias                                | Renée Rienne                          | Élodie Bouchez       |
| Ally McBeal                          | Corretta Lipp                         | Regina Hall          |
| Árva angyal                          | Elsa Maldonado San Román              | África Zavala        |
| Az elnök emberei                     | Amy Gardner                           | Mary-Louise Parker   |
| Az örökség                           | Patricia Montemar                     | Alexandra de la Mora |
| Baywatch Hawaii                      | Allie Reese                           | Simmone Mackinnon    |
| Csacska angyal                       | Delfina Santillán Torres-Oviedo       | Isabel Macedo        |
| Dexter                               | Lt. Esme Pascal                       | Judith Scott         |
| Doc Martin                           | Julie Mitchell                        | Angeline Ball        |
| Édes dundi Valentina                 | Mayela                                | Virginia Urdaneta    |
| Elsőszámú ellenségem                 | Mavis Heller                          | Alfre Woodard        |
| Emma                                 | Mrs. Elton                            | Christina Cole       |
| Észvesztő                            | Chloe Artis                           | Marisa Ramirez       |
| Jóbarátok                            | Jessica Ashley                        | Alison Sweeney       |
| L                                    | Bette Porter                          | Jennifer Beals       |
| María del Carmen                     | Estela                                | Abril Campillo       |
| Második esély                        | Lorna Gálvez                          | Kenya Hijuelos       |
| Matrioshki                           | Kasandra "Kassia" Varnelyté           | Vilma Raubaite       |
| Medicopter 117 – Légimentők          | Yvonne                                | Sylvia Agnes Muc     |
| Mindörökké szerelem                  | Erika Astorga                         | Marisol del Olmo     |
| Reménysziget                         | Bonita Vasquez                        | Beverley Elliott     |
| Szerelmes Anna                       | Steffi Hauschke                       | Karin Kienzer        |
| Sziklaöklű szerzetes                 | Sophia von Erlen                      | Simone Hanselmann    |
| Teresa                               | Esperanza Medina de Ledesma Domínguez | Fabiola Campomanes   |
| Tiszta Hawaii                        | Alexandra Hudson                      | Shannen Doherty      |
| Titkos küldetés                      | MSgt. Jocelyn Pierce                  | Aunjanue Ellis       |
| Titokzatos Násztya                   | Tatyana                               | Olga Syomina         |
| Trinity kórház                       | Dr. Erin Jameson                      | Abigail Spencer      |
| Tuti gimi                            | Nicki                                 | Emmanuelle Vaugier   |
| Vadmacska                            | Panchita Lopez                        | Liliana Rodríguez    |
| Vízizsaruk                           | Senior Emma "Woodsy" Woods            | Allison Cratchley    |
| InuYasha                             | Tsubaki                               |                      |
| Animal precint                       | Vernecia Felix, Dr. Bunni Tam         |                      |
| A nagy házalakítás                   | Tanya McQueen                         | Tanya McQueen        |